# جايسون زيمرمان
جايسون زيمرمان (بالإنجليزية: Jason Zimmerman)‏ هو لاعب رياضة إلكترونية ‏ أمريكي، ولد في 5 فبراير 1989.